# リチャード・ボウカム
リチャード・ボウカム（Richard John Bauckham, 1946年9月22日 - ）はイギリスの聖書学者である。預言や終末論、黙示文学の研究で知られている。日本人では岡山英雄、遠藤勝信、山口希生らが師事した。

## 経歴
1946年ロンドンに生まれる。ケンブリッジ大学のクレア・カレッジで歴史学を学び、セント・ヨハネ・カレッジで研究員を務めた。その後、リーズ大学で一年間神学講師をした後で、マンチェスター大学で14年間キリスト教思想史を教えた。1992年に、セント・アンドルーズ大学の教授になった。
現在はブリティッシュ・アカデミーの研究員として英国神学界で重要な立場にある。国際新約学会が発行する、研究書シリーズの編者として、国際的な学会活動に貢献している。
また、英国国教会の教理部門委員会および、スコットランド国教会の教理部門委員会のメンバーとしてキリスト教会においても重要な役割をになっている。
現在までに幅広い分野で執筆を続けているが、特に2006年に発表した"Jesus and the Eyewitnesses"は大きな反響を呼び、カンタベリー大司教のローワン・ウィリアムズは同書を「記念碑的な作品」と評した。同書は2007年にクリスチャニティ・トゥデイから聖書学部門でのBook Awardを受賞しており、更には2009年のMichael Ramsey Prizeを獲得している。

## 著書
- 飯郷友康・小河陽訳『ヨハネの黙示録の神学』新教出版社、2001年